# Retrat d'home (1456)
Retrat d'home, és un quadre atribuït al pintor Barthélemy d'Eyck i realitzat el 1456. És conservat a museu Liechtenstein de Viena.

## Atribució
No es coneix res de la història del retrat ni de la identitat del personatge representat, abans d'entrar a les col·leccions de Carles II de Liechtenstein el 1677. El quadre va ser atribuït inicialment a Andrea Mantegna, o Hans Burgkmair o al mestre de Guillaume Jouvenel des Ursins. A partir de 1873, diversos historiadors de l'art alemanys l'atribueixen a Jean Fouquet i així es va presentar a l'exposició dels Primitius francesos de 1904 al pavelló de Marsan (Palau del Llouvre). Més concretament, va estar exposat al costat de l'obra de Jean Fouquet L'Home del got de vi, actualment conservat al Museu del Louvre.
Tanmateix, Georges Hulin de Loo, historiador de l'art flamenc, va qüestionar l'atribució a Fouquet el 1906 i hi veia, per als dos quadres de l'exposició, més aviat "un deixeble reconegut, manifest, incontestable i directe de Johannes van Eyck que s'hauria pogut establir a Borgonya o a Provença". Li assignà el nom de convenció de "Mestre de 1456".
Coincideix que Barthélemy d'Eyck s'havia format al cercle de Van Eyck i havia passat per Dijon i Provença. Vistes les traces d'afrancesament, Hulin de Loo el situà més a prop de l'autor del Tríptic de l'Anunciació d'Ais, sobretot pel color de la pell i el dibuix de les ungles.
Malgrat la disparitat entre diversos historiadors de l'art entre els quals destacava Charles Sterling, Dominique Thiébaut, conservadora en cap del departament de pintura del museu del Louvre, va reprendre el 1983 aquesta hipòtesi d'un pintor provençal i avançà el nom de Barthélemy d'Eyck. Aquesta adjudicació al pintor de René d'Anjou està generalment admesa, de vegades amb un punt d'interrogació com en el moment d'una exposició a Bruges el 2002.
El 1910 una nova hipòtesi, sempre per als dos quadres, va ser proposada per Salomon Reinach que hi veia més aviat la mà d'un pintor portuguès, Nuno Gonçalves, que potser havia entrat en contacte amb Jan van Eyck cap a 1428.